# Leitza
Leitza – gmina w Hiszpanii, w Nawarze, o powierzchni 58,49 km². W 2011 roku gmina liczyła 2916 mieszkańców.